# Galumna baloghi
Galumna baloghi är en kvalsterart som beskrevs av Wallwork 1965. Galumna baloghi ingår i släktet Galumna och familjen Galumnidae. Inga underarter finns listade i Catalogue of Life.